# Nei Lisboa
Nei Tejera Lisbôa (Caxias do Sul, 18 de janeiro de 1959) é um músico e escritor brasileiro.

## Biografia
Nei Lisboa reside em Porto Alegre desde os seis anos de idade, tendo vivido temporadas em outras capitais brasileiras e também nos Estados Unidos, onde concluiu o segundo grau. Mas sua ligação mais forte é mesmo com a capital gaúcha, onde mantém um público fiel, e mais especificamente o bairro Bom Fim, onde cresceu e morou por mais de vinte anos. É irmão mais jovem – entre sete – de Luiz Eurico Tejera Lisbôa, primeiro desaparecido político brasileiro cujo corpo pôde ser localizado, no final dos anos 70.
Nei tem onze discos lançados ao longo de mais de três décadas, além de dois livros: uma coletânea de crônicas e um romance, este editado no Brasil e na França. A paixão pela música popular surge na infância – aos oito anos é aluno do Liceu Musical Palestrina – e se consolida ao ingressar, em 1977, no curso (inconcluso) de Composição e Regência da Universidade Federal do Rio Grande do Sul.

### Carreira artística
Sua carreira artística inicia em 1979, com os espetáculos Lado a lado e Deu pra ti anos 70, em parceria constante com o guitarrista Augusto Licks.
O primeiro disco, Pra viajar no cosmos não precisa gasolina, é uma produção independente de 1983. Um ano depois, em 1984, por intermédio de uma gravadora regional (ACIT), ele lança seu segundo disco, Noves fora.
Ao final de 1986, Nei assina contrato com a gravadora EMI-Odeon, que resultaria em dois discos: Carecas da Jamaica, de 1987, pelo qual recebe o Prêmio Sharp de revelação pop/rock; e Hein?!, lançado em 1988, obra que também marca sua trajetória de forma indelével. (Ambos os discos foram relançados em CD, em 1999).
Em 1990, parte para sua primeira incursão na literatura, o romance Um morto pula a janela, lançado em 1991 pela editora Artes & Ofícios, e relançado pela editora Sulina em 1999, com uma tradução francesa editada pela L’Harmattan em 2000.
Em 1993, depois de algumas temporadas entre Porto Alegre e Montevidéu, Nei grava ao vivo no Theatro São Pedro o disco Amém, reunindo canções próprias e clássicos da música popular uruguaia, acompanhado por nove músicos de ambos os países. É seu primeiro trabalho a sair simultaneamente em vinil e CD, distribuído pela Som Livre. (O CD é relançado em 1999, pela Paradoxx).
Nei volta ao disco em 1998, e excursiona pelo sul do Brasil embalado pelo sucesso de Hi-fi, um apanhado de clássicos da música pop e do repertório folk que influenciou o seu início de carreira nos anos 70. Lançado pela Paradoxx e gravado também ao vivo no Theatro São Pedro, em Porto Alegre, o CD provoca uma onda de relançamentos dos trabalhos anteriores.
Em 2000, Nei retoma a composição, e Cena beatnik, seu primeiro trabalho em estúdio depois de mais de uma década, é lançado em maio de 2001 pelo selo Antídoto, da gravadora ACIT. Em 2002, bandas e artistas gaúchos unem-se em um CD tributo, intitulado Baladas do Bom Fim e lançado pelo selo Orbeat, com releituras de quatorze músicas do compositor.
As músicas de Nei participam também da trilha de vários filmes da cinematografia gaúcha, como Deu pra ti anos 70, Verdes anos e Houve uma vez dois verões. Em Meu tio matou um cara, de Jorge Furtado, um dos principais temas é a canção Pra te lembrar, na interpretação de Caetano Veloso, música que também faz parte do CD Relógios de Sol – lançado em julho de 2003 pelo selo Antídoto.
Em 2005, a cantora carioca Simone Capeto lança o álbum Bom futuro, interpretando exclusivamente canções de Nei. Também é interpretado por Cida Moreira, Ná Ozzetti e por Zélia Duncan, que inclui a canção Telhados de Paris no CD Pelo prazer do gesto, de 2009.
Translucidação, CD do artista lançado ao final de 2006, traz onze canções inéditas da autoria de Nei e também duas releituras, de Caetano Veloso e Noel Gallagher. O próprio cantor assina a produção, ao lado de Paulinho Supekóvia.
Em 2007, Nei volta à literatura, reunindo crônicas suas publicadas ao longo da década na imprensa gaúcha sob o título É Foch!, lançamento da editora L&PM, indicado ao Prêmio Açorianos de Literatura no ano seguinte.
Celebrando em 2009 trinta anos de carreira, a Câmara de Vereadores de Caxias do Sul concede ao filho ilustre, no dia 23 de setembro, o Título de Cidadão Emérito, em "reconhecimento aos relevantes serviços prestados a comunidade caxiense".

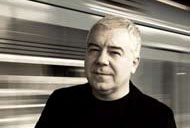
Nei em foto de 2010.

Nei revisita no palco o repertório de todas essas diferentes épocas, em 2010, circulando com a turnê de Vapor da Estação por nove cidades brasileiras, projeto contemplado pelo Programa Petrobras Cultural. Os shows foram realizados em Curitiba (28/09), Florianópolis (30/09), Itajaí (01/10), Belo Horizonte (06/10), São Paulo (08/10), Brasília (14/10), Belém do Pará (28/10), São José do Rio Preto (11/11) e Rio de Janeiro (23/11),
Em dezembro de 2013, lança seu décimo álbum de canções inéditas. Gravado em Porto Alegre, A Vida Inteira foi viabilizado através de um financiamento coletivo na plataforma Catarse, em campanha que se encerrou em 5 de julho daquele ano, com quase 900 apoiadores do projeto.  
Em junho de 2015, grava ao vivo em Porto Alegre Telas, tramas & trapaças do novo mundo, com patrocínio do projeto Natura Musical. O CD chegou às lojas ao final daquele ano, com shows de lançamento em Porto Alegre, Florianópolis e Curitiba, entre outras cidades do sul do país, e segue sua trajetória desde então.
Em paralelo, Nei Lisboa & Salvagni Big Band estreia ao final de 2016, no Teatro Bourbon, em Porto Alegre, reunindo Nei e a nascente SBB, uma formação de dezessete músicos, sob a batuta do maestro Gilberto Salvagni, em torno do repertório clássico das big bands norteamericanas dos anos 30 e 40 do século passado.
Nei abre 2017 com a oitava edição de sua temporada de verão (NeilisPoa) em Porto Alegre, no Theatro São Pedro. Segue ao longo do ano mostrando seu trabalho autoral, com apresentações por todo o estado, além de Belém do Pará, Brasília e Curitiba, dentro da nona edição do projeto Série Solo, nos teatros da Caixa Cultural.

## Discografia

### Álbuns
- Pra Viajar no Cosmos Não Precisa Gasolina (1983)
- Noves Fora (1984)
- Carecas da Jamaica (1987)
- Hein?! (1988)
- Amém (1993)
- Hi-Fi (1998)
- Cena Beatnik (2001)
- Relógios de Sol (2003)
- Translucidação (2006)
- A Vida Inteira (2013)
- Telas, Tramas & Trapaças do Novo Mundo (2015)

### Coletâneas
- Eu Visito Estrelas (1992)
- Vapor da Estação (2010)

### Tributos
- Baladas do Bom Fim (vários, 2002)
- Bom Futuro (Simone Capeto, 2005)

## Livros
- Um Morto Pula a Janela (romance, ed. Artes & Ofícios, 1991)
- É Foch! (crônicas, ed. L&PM, 2007)

## No cinema
- Deu pra ti anos 70 (Giba Assis Brasil/Nelson Nadotti, Filme em Super 8, 1981) - trilha;
- Verdes Anos (Carlos Gerbase/Giba Assis Brasil, Filme, 1984) - canção-título;
- Tolerância (Carlos Gerbase, Filme, 2000) - trilha sonora - canta Como Nossos Pais;
- Houve uma Vez Dois Verões (Jorge Furtado, Filme, 2002) - com uma releitura de Tell It Like It Is (George Davis/Lee Diamond);
- Meu Tio Matou um Cara (Jorge Furtado, Filme, 2004) - a canção Pra te lembrar, interpretada por Caetano Veloso.

## Prêmios e indicações

### Prêmio da Música Brasileira
| Ano  | Categoria                       | Indicação  | Resultado |
| ---- | ------------------------------- | ---------- | --------- |
| 1987 | Revelação Masculina de Pop/Rock | Nei Lisboa | Venceu    |

### Prêmio Açorianos
| Ano  | Categoria                               | Indicação                    | Resultado |
| ---- | --------------------------------------- | ---------------------------- | --------- |
| 1991 | Espetáculo                              | Petit Subversão              | Venceu    |
| 1992 | Letrista                                | Nei Lisboa                   | Venceu    |
| 1992 | Compositor                              | Nei Lisboa                   | Indicado  |
| 1992 | Espetáculo                              | Nei Lisboa                   | Indicado  |
| 1993 | Espetáculo                              | A Festa do Senhor do Bom Fim | Venceu    |
| 1993 | Disco                                   | Amém                         | Indicado  |
| 1993 | Compositor                              | Nei Lisboa                   | Indicado  |
| 1993 | Letrista                                | Nei Lisboa                   | Indicado  |
| 1998 | Cantor                                  | Nei Lisboa                   | Venceu    |
| 1998 | Espetáculo                              | Nei Lisboa                   | Venceu    |
| 1999 | Destaque Especial pelo Conjunto da Obra | Nei Lisboa                   | Venceu    |
| 2000 | Compositor de MPB                       | Nei Lisboa                   | Indicado  |
| 2001 | Compositor de Pop/Rock                  | Nei Lisboa                   | Venceu    |
| 2001 | Intérprete de Pop/Rock                  | Nei Lisboa                   | Indicado  |
| 2001 | Música ou Canção                        | Zarpar Pro Futuro            | Indicado  |
| 2010 | Espetáculo do Ano                       | Vapor da Estação             | Indicado  |